# Login Petrowitsch Heiden

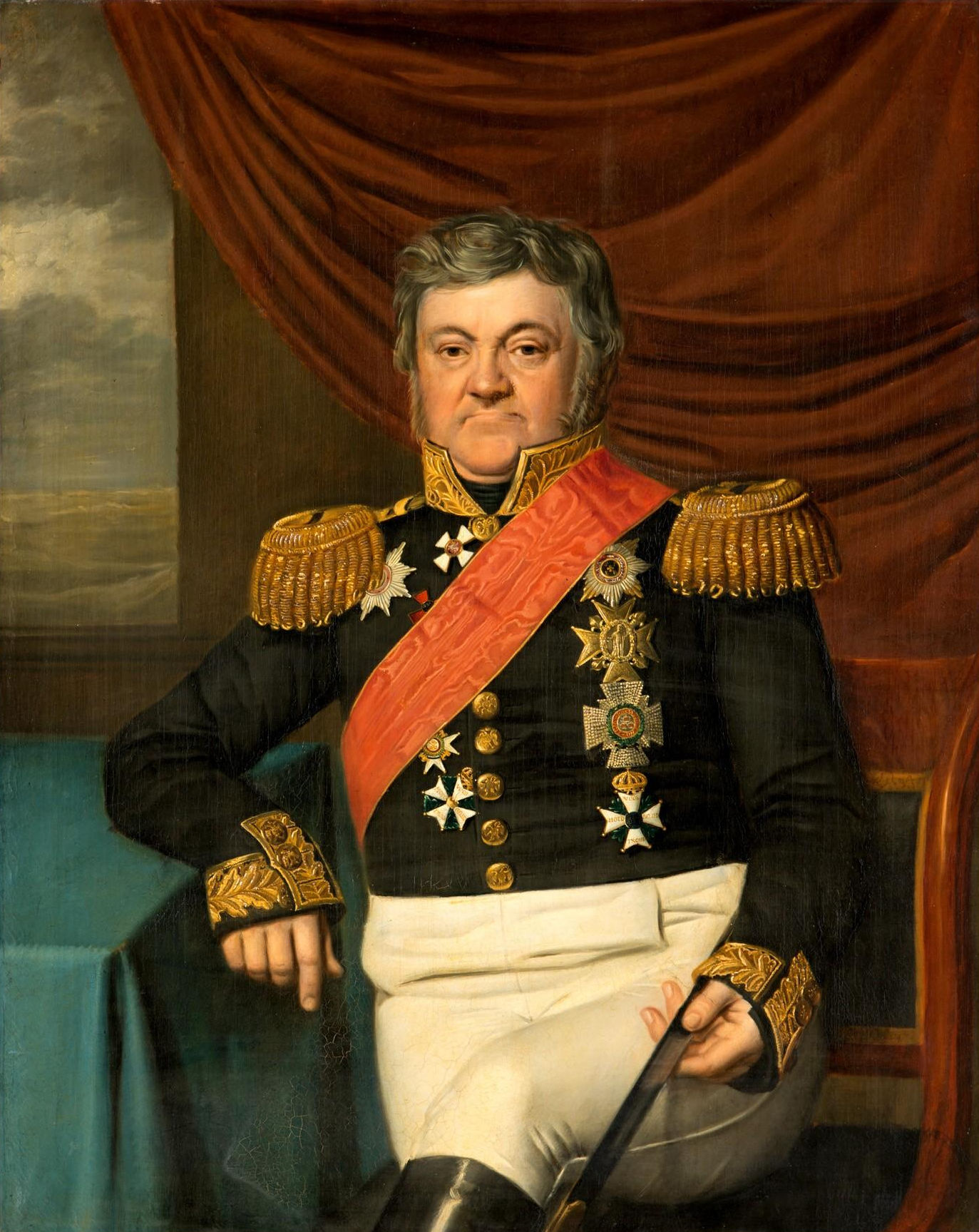
Login Petrowitsch Heiden

Login Petrowitsch Heiden (russisch Логин Петрович Гейден, * 26. Augustjul. / 6. September 1772greg. oder 26. Augustjul. / 6. September 1773greg. in Zuidlaren; † 5. Oktoberjul. / 17. Oktober 1850greg. in Reval) war ein russischer Admiral holländischer Abstammung und Gouverneur von Reval.

## Leben
Leutnant zur See Heiden, dessen ursprünglicher, holländischer Name Lodewijk Sigismund Vincent Gustaaf Reichsgraf van Heiden war, flüchtete 1795 aus politischen Gründen nach Russland. Im Rang eines Kapitänleutnants in russische Dienste tretend, wurde er in der Schwarzmeerflotte eingesetzt. In der Eskadre des Admirals Uschakow diente Heiden ab 1799 und nahm an Kämpfen im Mittelmeer gegen die Franzosen teil. 1803 wechselte er in die Baltische Flotte, diente an der Seekadettenschule der Russischen Marine und  dann an der Admiralität. 1808 kommandierte Heiden ein Galeerengeschwader im Finnischen Meerbusen, war mehrfach in Kämpfe mit schwedischen Galeeren verwickelt und wurde wegen seines Verdienstes zum Kapitän zur See befördert. Im Jahr 1812 führte er Galeerenflottillen und transportierte Truppen von Finnland nach Reval und Narva. Mit der Flottille fuhr Heiden 1813 von Reval nach Danzig, nahm an der seeseitigen Bombardierung französischer Batterien und Befestigungen sowie am 28. April und 12. August an Gefechten mit französischen und dänischen Schiffen teil, die versuchten zur Festung durchzudringen.
Am 27. August 1817 beförderte man ihn zum Konteradmiral und er wurde an die Admiralität in Sankt Petersburg befohlen.
Im Juni 1827 stand Heiden an der Spitze einer aus neun Schiffen bestehenden Eskadre und fuhr nach England, um sich mit der anglo-französischen Eskadre zu vereinigen, die die sich gegen die Besetzung ihres Landes erhebenden Griechen unterstützen sollte. Im Mittelmeer angekommen, kommandierte Heiden ein Geschwader der Kaiserlich Russischen Marine in der Schlacht von Navarino. Am 9. November 1827 wurde er Vizeadmiral und mit dem Orden des Heiligen Georg dritter Klasse ausgezeichnet. 1828 kam ein zweites russisches Geschwader unter dem  Kommando Pjotr Iwanowitsch Rikords dazu, das die Dardanellen sperrte. Schließlich beförderte man Heiden am 6. Dezember 1834 zum Admiral und setzte ihn als Militärgouverneur von Reval ein. 1838 wurde er außerdem Hauptbefehlshaber des Revaler Hafens.
Als Heiden 1850 verstarb, wurde er in der Lutherischen Kirche auf dem Domberg beigesetzt.

### Familie
Heiden war mit Anna Maria Akeleye, der Tochter von Johan Akeleye, einem gebürtigen Dänen und Seeoffizier in russischen Diensten, verheiratet. Sie hatten sechs Kinder. Der älteste Sohn, Login Loginowitsch (1806–1901), diente auch in der Russischen Marine (Admiral ab 1861) und war ebenso Hauptbefehlshaber des Revaler Hafens. Der jüngste Sohn, Fjodor (1821–1900) ist General und Generalgouverneur des Großfürstentums Finnland gewesen.